# Jeremiah Clarke
Jeremiah Clarke (ur. 1674, zm. 1 grudnia 1707) – kompozytor angielski doby dojrzałego baroku.
Swą karierę muzyczną rozpoczął jeszcze za czasu rządów Karola II w 1685 roku. Komponował głównie muzykę liturgiczną i okolicznościową.
Do dzieł Clarke'a należą: hymny „Lord is my Strength”, skomponowany, by uczcić angielską wiktorię pod Ramillies (1706) czy wcześniejszy „O tell the World” skomponowany dla uczczenia pokoju w Ryswick (1698), napisał też muzykę pogrzebową dla zmarłego w 1695 Henry’ego Purcella. Najbardziej znanym jednak jego utworem jest krótkie „Trumpet Voluntary” znane również jako „Marsz księcia Danii”. Jego uczniem był Maurice Greene.
W 1707 roku Clarke trawiony beznadziejnym uczuciem do arystokratki, popełnił samobójstwo. Niewiedział jednak, czy się powiesić czy utopić, dlatego postanowił rzucić monetą. Moneta stanęła jednak w błocie na sztorc, dlatego wrócił do domu i się zastrzelił. 